# Elwood Haynes

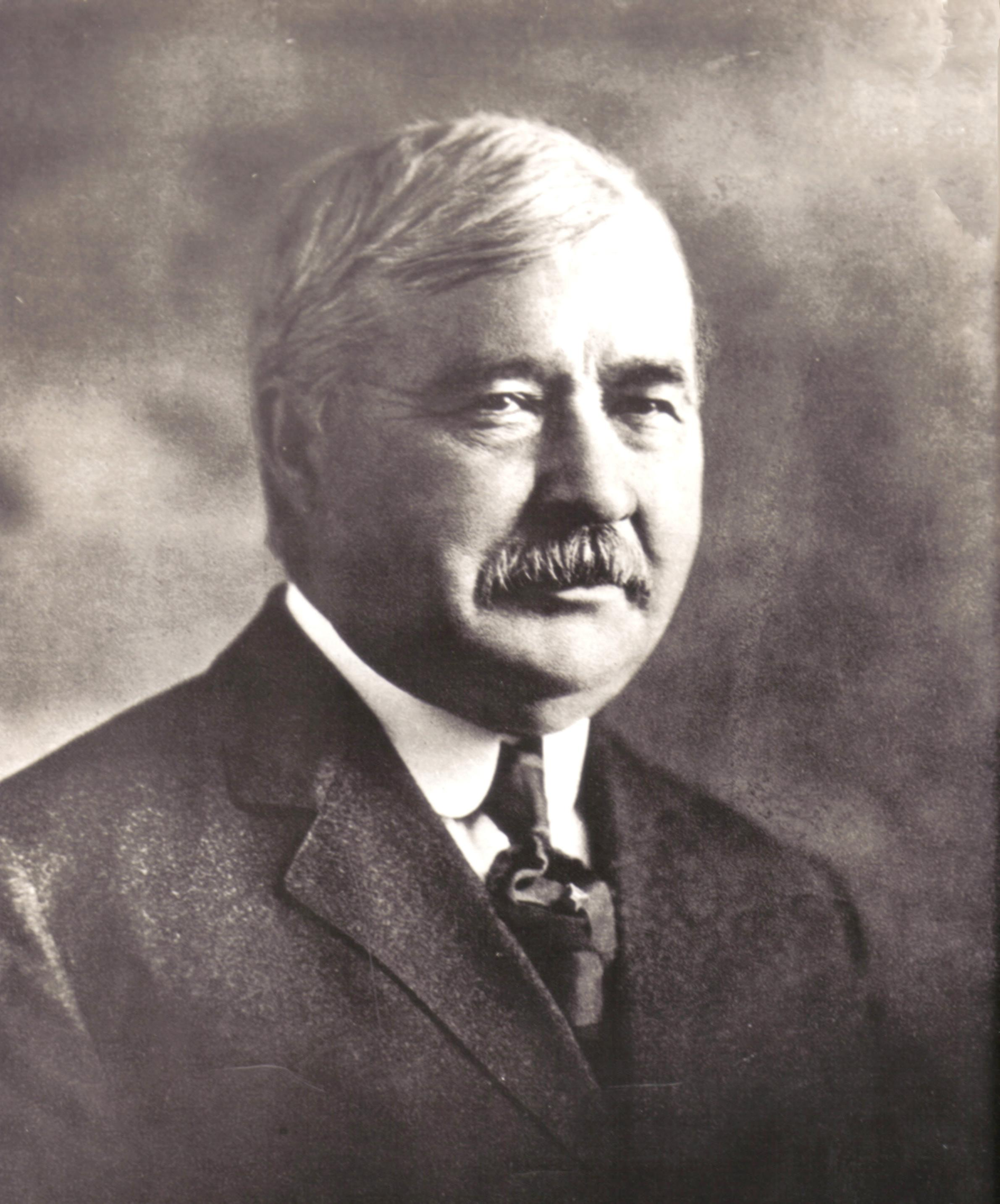
Elwood Haynes

Elwood Haynes (* 14. Oktober 1857 in Portland, Indiana; † 13. April 1925 in Kokomo, Indiana) war ein US-amerikanischer Erfinder, Metallurge, Automobilpionier und Unternehmer. Er erfand die Legierung Stellite und gehört deshalb zu den Pionieren des nichtrostenden Stahls. Außerdem entwarf er eines der ersten Automobile der USA und gründete das Unternehmen Haynes International.

## Leben

### Frühes Leben
Haynes wurde als fünftes Kind des Richters Jacob M. Haynes und seiner Frau Hilinda S. Haynes am 14. Oktober 1857 in Portland, Indiana geboren. Seine Vorfahren wanderten 1689 von England in die USA aus. Sein väterlicher Großvater, Henry Haynes, ein Büchsenmacher und Mechaniker, unterrichtete ihn während seiner Jugend in Metallurgie. Haynes interessierte sich schon im frühen Alter dafür sowie für Chemie. Mit 15 Jahren baute er einen Schmelzofen und begann, mit Kupfer, Bronze und Eisen zu arbeiten. Dabei stellte er verschiedene Legierungen her. Trotz mehrerer Versuche gelang es ihm nicht, die Temperatur seines Ofens so stark zu erhöhen, dass er Stahl hätte verarbeiten können.
Haynes interessierte sich in seiner Kindheit auch für die Natur und verbrachte viel Zeit im Wald beim Sammeln von Pflanzen, Insekten und anderen Tieren. Als er älter wurde, las er gerne, z. B. Principles of Natural Philosophy and Chemistry (Prinzipien der natürlichen Philosophie und Chemie) von William Wells. Seine Aufmerksamkeit galt insbesondere den fundamentalen Eigenschaften der Materie (die Atome waren damals noch nicht bekannt), wodurch er später bahnbrechende Erfindungen im Bereich der Entwicklung neuer Legierungen machen konnte.

### Ausbildung
Er besuchte zunächst öffentliche Schulen und von 1878 bis 1881 das Worcester Technical Institute in Worcester, Massachusetts. Seinen Abschluss machte er mit der Diplomarbeit Der Einfluss von Wolfram auf Eisen und Stahl. Danach kehrte er zurück und lehrte in der öffentlichen Schule. Anschließend wurde er Direktor der Portland High School, wo er zwei Jahre lang blieb. Ab 1884 widmete er sich wieder der eigenen Weiterbildung und schrieb sich in der Johns Hopkins University in Baltimore ein. Dort belegte er Kurse in Chemie und Biologie, kehrte nach deren Abschluss zurück und wurde Leiter der chemischen Abteilung am Eastern Indiana Normal School and Commercial College.

### Familiengründung und späte Jahre

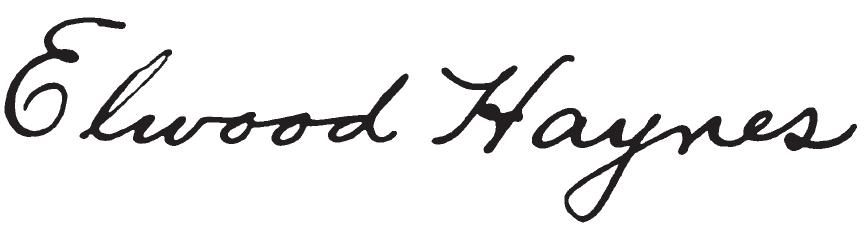
Unterschrift von Elwood Haynes

Am 21. Januar 1887 heiratete er Bertha Beatrice Lanterman aus Portland, eine langjährige Bekannte. Sie hatten eine Tochter und einen Sohn, die später beide den Vater in seiner Laborarbeit und bei der Verwaltung seiner Unternehmen unterstützten.
Er starb in seinem Haus in Kokomo am 13. April 1925.

## Werk

### Gas Boom
Nach der Entdeckung von Gasvorkommen in Indiana Mitte der 1880er Jahre ergab sich eine schnelle Entwicklung in der Region, die als Indiana Gas Boom bekannt wurde. 1886 wurde Haynes als Manager bei der Portland Natural Gas and Oil Company eingestellt. Dort überwachte er die Bohrung von Gasbrunnen und Förderung über Pipelines in der noch jungen Gasindustrie. Haynes erfand verschiedene Einrichtungen, die für die Gasindustrie sehr wichtig waren. Eine seiner ersten Erfindungen war eine Mengenmessung zur Ermittlung der geförderten Gasmenge. 1888 erfand er ein Thermostat zur Regulierung von Erdgasöfen in Verbindung mit der Raumtemperatur.
1889 wurde eine Pipeline mit einer Länge von 16 km zwischen Pennville, Indiana und Portland gebaut, dessen Aufsicht er übernahm. Während der vielen Ritte zwischen beiden Stellen begann er über motorisierten Transport nachzudenken. Er überlegte, dass motorisierte Fahrzeuge eine wirtschaftlichere und schnellere Transportmethode als Pferde und Kutschen sein könnten.
Die Indiana Natural Gas and Oil Company of Chicago stellte Haynes 1890 als Feldaufsicht ein. Dort überwachte er den Bau einer Pipeline von über 150 km zwischen dem östlichen Indiana und Chicago. Durch Temperaturwechsel auf der langen Strecke kam es zu Kondensationserscheinungen in der Rohrleitung und das Wasser fror im Winter an bestimmten stellen ein. Die Förderung von Gas musste dadurch während der Wintermonate eingestellt werden, was ein größeres Problem darstellte. Haynes entwarf eine Einrichtung zur Kühlung des Erdgases vor der Förderung, so dass enthaltenes Wasser auskondensiert wurde. Diese Kühlaggregate wurden zwischen den Förderstationen und der Hauptleitung installiert und entfernten das Wasser. Die Leitung konnte dadurch auch im Winter benutzt werden. Das Konzept war ein bedeutender Fortschritt in der Kühltechnik zur damaligen Zeit und wurde später weiterentwickelt.

### Automobil
Die mit der Arbeit bei Indiana Gas verbundene Reisetätigkeit regte Haynes zu Gedanken über den motorisierten Transport an. Nach eigener Darstellung entwickelte er Pläne zum Bau eines „mechanisch angetriebenen Fahrzeuges“, das auf Straßen fahren würde. Seine erste Idee war ein dampfangetriebenes Fahrzeug, aber nach sorgfältiger Erwägung beschloss er, dass dies zu gefährlich sei. Als Nächstes dachte er über ein elektrisch angetriebenes Fahrzeug nach, aber nach einigen Ermittlungen fand er heraus, dass es keine praktischen Möglichkeiten zur Speicherung des erforderlichen Stromes gab. Er entwickelte seine Pläne weiter, bis er 1893 einen Entwurf vorlegen konnte, den er praktikabel fand.

#### Pioneer: Das erste Automobil?

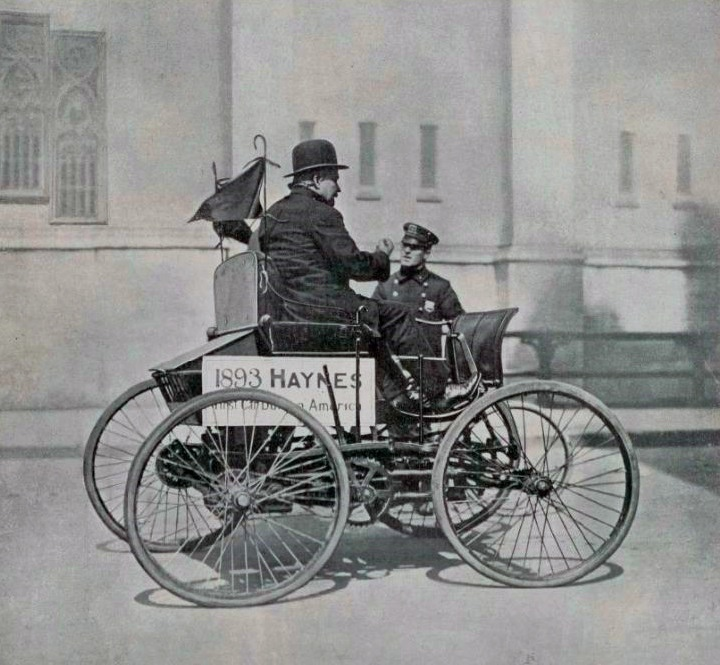
Elwood Haynes auf Werbefahrt im Pioneer. Die Angaben auf dem Schild sind nicht korrekt (Foto vor 1908)

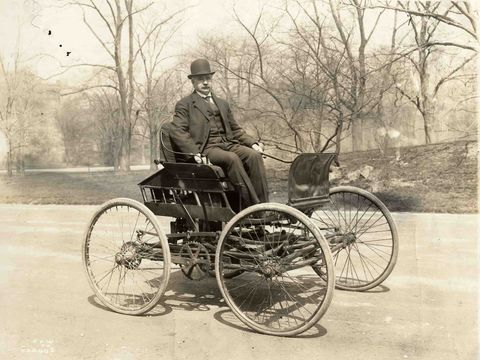
Elwood Haynes in seinem ersten Automobil, das 1894 erbaute Pioneer, (Foto ca. 1910)

Haynes beschloss, dass ein Verbrennungsmotor die beste Möglichkeit wäre, sein Fahrzeug anzutreiben. Er bestellte einen Motor der Sintz Gasoline Engine Company in Grand Rapids, Michigan, der für ein Boot gedacht war. Der Motor wog 82 kg und wurde 1893 geliefert. Er brachte den Motor an einer Kutsche an, aber diese wurde bald darauf durch die starken Vibrationen beschädigt, bevor er den Motor wieder abschalten konnte.
Sein erstes Auto, den Pioneer, baute Haynes 1894. Später datierte er das Fahrzeug auf 1893 und behauptete, er habe das erste mit Benzin betriebene Automobil in den USA gebaut. Dies ist nachweislich falsch, war aber sogar Gegenstand einer Werbekampagne für Haynes-Automobile. Das Fahrzeug schenkte er 1910 der Smithsonian Institution, wo es heute noch gezeigt wird – unter anderem neben dem tatsächlich 1893 fertiggestellten Duryea Motor Wagon.

#### Automobilfabrikation
1896 gründete Haynes zusammen mit den Gebrüdern Apperson die Haynes-Apperson Company in Kokomo zur Herstellung von Automobilen. Nachdem die Apperson-Brüder das Unternehmen wieder verlassen hatten benannte es Haynes 1905 in Haynes Automobile Company um. Bis zum Januar 1925 stellte er dort Automobile mit 2-, 4-, 6- und 12-Zylinder-Motoren her.

### Politische Arbeit
Haynes war ein starker Befürworter der Alkoholprohibition und kandidierte 1916 unter diesem Lemma für den Senat der Vereinigten Staaten, erlitt aber eine überwältigende Niederlage. Danach zog er sich langsam aus der Führungsrolle in seinem Unternehmen zurück und überließ einen Großteil der Entscheidungen seinen Managern und Kindern.